# サイレンシング (映画)
『サイレンシング』（The Silencing）は2020年のアメリカ合衆国・カナダのアクション映画。監督はロビン・プロント、出演はニコライ・コスター＝ワルドーとアナベル・ウォーリスなど。地方の町で起きた少女連続殺人事件の謎に挑む野生動物保護区の管理人を描いたミステリー。
日本国内で劇場公開されなかったが、2021年4月2日にDVDが発売された。

## ストーリー
野生動物保護区の管理人、レイバーン・スワンソンは5年前に失踪した娘（グウェン）のことを思い出しては懺悔する日々を送っていた。そんなある日、レイバーンの下に「女性の遺体が湖で発見された」との一報が飛び込んできた。「もしや娘では」と思いすぐさま病院に向かったレイバーンだったが、遺体は見知らぬ女性のものであった。しかし、この一件をきっかけに、レイバーンはグウェン失踪事件の真実に近づいていく。

## キャスト
- レイバーン・スワンソン: ニコライ・コスター＝ワルドー
- アリス・グスタフソン保安官: アナベル・ウォーリス
- ブルックス・グスタフソン: ヒーロー・ファインズ・ティフィン（英語版） - アリスの弟。
- カール・ブラックホーク: ザーン・マクラーノン - 警官。
- デビー: メラニー・スクロファーノ（英語版） - レイバーンの元妻。カールの妻。
- ブーン医師: ショーン・スミス

## 製作
2018年5月7日、アンダース・エングストローム監督の新作映画にニコライ・コスター＝ワルドーが出演することになったと報じられた。2019年2月、降板することになったエングストロームの後任にロビン・プロントが起用されると共に、アナベル・ウォーリスの出演が決まった。4月8日、ヒーロー・ファインズ・ティフィンの起用が発表された。5月2日、メラニー・スクロファーノ、ザーン・マクラーノン、ショーン・スミスがキャスト入りした。

### 撮影・音楽
2019年5月、本作の主要撮影がカナダで始まった。9月27日、ウィル・ブレアとブルック・ブレアが本作で使用される楽曲を手がけるとの報道があった。2020年8月14日、フィルムトラックスが本作のサウンドトラックを発売した。

## 公開・興行収入
2019年5月18日、本作の劇中写真が初めて公開された。本作は2020年3月にサウス・バイ・サウスウェストでプレミア上映される予定だったが、新型コロナウイルスの流行が拡大したことを受けて、映画祭自体が中止となった。4月14日、サバン・フィルムズが本作の全米配給権を獲得した。6月25日、本作のオフィシャル・トレイラーが公開された。8月14日、本作は全米79館で封切られ、公開初週末に5万3205ドルを稼ぎ出し、週末興行収入ランキング初登場6位となった。

## 評価
本作に対する批評家からの評価は芳しいものではない。映画批評集積サイトのRotten Tomatoesには22件のレビューがあり、批評家支持率は18%、平均点は10点満点で4.9点となっている。サイト側による批評家の見解の要約は「キャラクターの内面を掘り下げることを雰囲気を演出することと取り違えた結果、『サイレンシング』は面白さを生み出すことに失敗し、中途半端なミステリー映画になってしまった」となっている。